# Marius Vizer
Ladislau Marius Vizer (magyarosan sokszor Vizer László Máriusz; Tenke, 1958. november 7. –) romániai születésű magyar cselgáncsozó, üzletember. 2007 óta a Nemzetközi Cselgáncsszövetség elnöke.

## Magánélete
Vizer 1988-ban illegálisan költözött Romániából Ausztriába, 1997 óta Budapesten él. 2015 óta házas, felesége Irina Nicolae énekesnő.

## Fordítás
Ez a szócikk részben vagy egészben  a   Marius Vizer című román Wikipédia-szócikk ezen változatának fordításán alapul.  Az eredeti cikk szerkesztőit annak laptörténete sorolja fel. Ez a jelzés csupán a megfogalmazás eredetét és a szerzői jogokat jelzi, nem szolgál a cikkben szereplő információk forrásmegjelöléseként.